# Malthomethes oregonensis
Malthomethes oregonensis is een keversoort uit de familie Omethidae. De wetenschappelijke naam van de soort is voor het eerst geldig gepubliceerd in 1975 door Fender.